# Galesburg, Kansas
Galesburg är en ort i Neosho County i Kansas. Vid 2010 års folkräkning hade Galesburg 126 invånare.